# Liste de jeux vidéo Monopoly
Les jeux vidéo Monopoly forment une série de jeux vidéo adaptés du jeu de société du même nom.

## Titres
- 1981 : Monopoly (Leisure Genius) - ZX81
- 1985 : The Computer Edition of Waddingtons Monopoly - Amstrad CPC, BBC Micro, Commodore 64, MSX, Thomson, ZX Spectrum
- 1988 : Monopoly (Sega) - Master System
- 1988 : Monopoly Deluxe - Amstrad CPC
- 1989 : Monopoly (Leisure Genius) - Amiga
- 1991 : Monopoly (Sculptured Software) - NES, Super Nintendo, Mega Drive, Game Boy, Game Boy Color[1]
- 1992 : Monopoly Deluxe - DOS, Mac
- 1993 : Monopoly  (Tomy Corporation, exclusif au Japon) - Super Nintendo
- 1994 : Monopoly (Supervision) - Amiga
- 1995 : The Monopoly Game 2 (Tomcat System, exclusif au Japon) - Super Nintendo
- 1995 : Monopoly (Westwood Studios) - Windows
- 1997 : Monopoly (en) (Gremlin Interactive) - PlayStation
- 1997 : Monopoly Star Wars - Windows
- 1998 : Monopoly : Édition Coupe du monde France 1998 - Windows
- 1999 : Monopoly (Infogrames) - Windows
- 1999 : Monopoly (Minds Eye Productions) - Nintendo 64
- 1999 : Monopoly (Handheld Games) - Game.com
- 1999 : Monopoly Casino - Windows, Mac
- 1999 : Monopoly Junior - Windows
- 2000 : Monopoly: New Edition (Artech Studios) - Windows, Mac
- 2000 : DX Monopoly (Takara, exclusif au Japon) - PlayStation
- 2000 : DX Monopoly GB - Game Boy Color
- 2001 : EX Monopoly (Mobile21, exclusif au Japon) - Game Boy Advance
- 2001 : Monopoly Casino: Vegas Edition - Windows
- 2001 : Monopoly Pinball - Windows
- 2001 : Monopoly Tycoon - Windows
- 2002 : Monopoly (Handmark) - Windows Mobile
- 2002 : Monopoly Party! - Xbox, PlayStation 2, GameCube
- 2004 : Monopoly (Destination Software) - Game Boy Advance
- 2005 : Monopoly Tycoon - Téléphones mobiles
- 2005 : Monopoly / Boggle / Yahtzee / Battleship - Nintendo DS
- 2006 : Monopoly: Platinum Edition - Windows
- 2007 : Monopoly (Encore Software) - Windows
- 2007 : Monopoly Here & Now - Windows, Mac
- 2008 : Monopoly (Electronic Arts) - Xbox 360, Wii, PlayStation 2, PlayStation 3, PlayStation Portable, Nintendo DS, BlackBerry, iOS, Android
- 2008 : Monopoly SpongeBob SquarePants Edition - Windows
- 2008 : Monopoly Here & Now: The World Edition - iOS
- 2009 : Monopoly - Palm OS
- 2009 : Monopoly City Streets - Navigateur web
- 2009 : Monopoly Tycoon - Windows Mobile
- 2009 : Monopoly World - BlackBerry, Windows Mobile
- 2009 : Monopoly Classic - Windows Mobile
- 2009 : Monopoly Here & Now - BlackBerry, iOS, Windows Mobile
- 2010 : Monopoly Build-a-Lot Edition - Windows, Mac
- 2010 : Monopoly Streets - Xbox 360, PlayStation 3, Wii
- 2011 : Monopoly Collection - Wii
- 2012 : Monopoly (Sperasoft) - Windows
- 2012 : Monopoly Hotels - iOS[2]
- 2012 : Monopoly: zAPPed edition - iOS
- 2012 : Monopoly: Millionaire - iOS, Windows Mobile
- 2013 : Monopoly Bingo - iOS[3]
- 2013 : Monopoly Slots - iOS
- 2014 : My Monopoly - iOS
- 2014 : Monopoly Dash - iOS
- 2014 : Monopoly Plus - Xbox One, Xbox 360, PlayStation 4, PlayStation 3
- 2014 : Monopoly: Family Fun Pack - Xbox One, PlayStation 4
- 2014 : Monopoly Deal - Xbox One, Xbox 360, PlayStation 4, PlayStation 3
- 2017 : Monopoly (Ubisoft) - Nintendo Switch
- 2020 : Monopoly (Ubisoft) - Stadia